# Ischnus basalis
Ischnus basalis là một loài tò vò trong họ Ichneumonidae.